# 쇠데르만란드 공작 칼 오스카르
쇠데르만란드 공작 칼 오스카르(스웨덴어: Carl Oscar, hertig av Södermanland, 1852년 12월 14일 ~ 1854년 3월 14일)는 스웨덴과 노르웨이의 왕자였다.

## 생애
그는 후에 스웨덴의 왕이 되는 칼 왕세자와 그의 아내 로비사 사이에서 태어났다. 1854년 2월 갑작스레 홍역에 걸리게 되었고, 낫지 않아 한 달 후에 사망하였다. 그의 시신은 스톡홀름 리다르홀름 교회에 매장되었다.